# جانيت إيفانز
جانيت إيفانز (Janet Evans) هي لاعبة أولمبية لرياضة السباحة من الولايات المتحدة. شاركت في الأولمبياد الصيفي في 1988–1992، وفازت بما مجموعه 5 ميداليات.

## الميداليات
| ذهب | فضة | برونز | المجموع |
| 4   | 1   | 0     | 5       |

## روابط خارجية
- جانيت إيفانز على موقع IMDb (الإنجليزية)
- جانيت إيفانز على موقع الموسوعة البريطانية (الإنجليزية)
- جانيت إيفانز على موقع إن إن دي بي (الإنجليزية)
- جانيت إيفانز على موقع قاعدة بيانات الفيلم (الإنجليزية)
- جانيت إيفانز على موقع الاتحاد الدولي للسباحة (الإنجليزية)
- جانيت إيفانز على موقع SwimRankings.net (الإنجليزية)
- جانيت إيفانز على موقع قاعة مشاهير السباحة العالمية (الإنجليزية)
- جانيت إيفانز على موقع اللجنة الأولمبية الدولية (الإنجليزية)
- جانيت إيفانز على موقع أوليمبيديا (الإنجليزية)